# Волок
Во́лок — участок суши, обычно с перевалом между двумя озёрами или реками, через который «волоком» тащили баржи.
В русском языке термин «волок» происходит от слова «волочить», то есть тащить (в англ., франц., нем. языках используется слово portage латинского происхождения, означающее перемещение судна и груза посуху между двумя портами). Одним из старейших в мире являлся древнегреческий волок Диолк длиной 6 километров между Эгейским и Ионическим морями, который был известен ещё за тысячелетие до н. э. Диолк пересекал Коринфский перешеек и соединял два его морских порта — Кенхреи и Лехей.
Волоки широко использовались на ранних этапах развития цивилизации. Но это было одно из «узких» мест водного транспорта того времени. Поэтому в настоящее время там, где это экономически целесообразно, вместо волоков построены каналы (например, Коринфский канал вместо Диолка или Волго-Донской канал) либо перевозки по воде с волоками логистически замещены другими видами транспорта. Однако некоторые исторические волоки до сих пор используются на туристических маршрутах, например, в байдарочных походах.
На территории Древней Руси известны волоки, которые использовались между притоками крупных рек различных бассейнов. Они чаще всего располагались в верховьях рек на перешейке через водораздел двух бассейнов. Для волока обычно выбиралось место с наиболее коротким путём, при этом удобное для перетаскивания ладей, челнов и других плавсредств посуху через перешеек между двумя притоками, достаточно полноводными для плавания по ним. Ряды сторожевых укреплений и даже города в таких местах назывались «воротами».

## Наиболее известные в России волоки
- Смоленский — между реками Касплей (левый приток Западной Двины, бассейн Балтийского моря) и Днепром (бассейн Чёрного моря), на «пути из варяг в греки» в районе Гнёздова в 14 км к западу от Смоленска.
- Новгородский, или Вышний Волок — между реками Цна (через озеро Мстино, Мсту, озеро Ильмень, Волхов, Ладожское озеро, Неву входит в бассейн Балтийского моря) и Тверцой (левый приток Волги, бассейн Каспийского моря), от которого получил название город Вышний Волочёк в Тверской области.
- Нижний Волок — на реке Мста в обход Боровичских порогов — Уверь, Удина, цепочка озёр к северу от Боровичей и волок назад во Мсту. Волок называли Нижним волоком в отличие от Верхнего волока из Тверцы в Цну возле Вышнего Волочка. Волок заканчивался возле села ниже Боровичей, которое так и называется — Волок.
- Двинский — на Заволоцком пути, между Северной Двиною и озёрами ладожской системы.
- Волго-Донской — между Доном и Волгой на территории современной Волгоградской области, где между собой за перевалку грузов конкурировали на волжской стороне Камышин, Дубовка, Царицын, на донской Иловля и Калач.
- Волжский — у села Переволоки Самарской области, который спрямляет путь вокруг Жигулёвских гор. Сейчас им пользуются туристы во время Жигулёвской кругосветки.
- Волок на Ламе (Волок Ламский) — см. Волоколамск — соединял верховья Волги (через её притоки Шошу и затем Ламу) с Москвой-рекой (через её притоки Рузу и затем Волошню).
- Волок Славенский — между левыми притоками Шексны (впадает в Волгу) и рекой Порозовицей (впадает в Кубенское озеро, из которого вытекает река Сухона — приток Северной Двины, впадающей в Белое море).
- «Яузское мытище» — из Яузы (приток Москва-реки) в Клязьму, от него получил название город Мытищи.

## Видеоматериалы
Видеоролик показывающий работу рельсового волока.